# Gargas, Haute-Garonne
Gargas este o comună în departamentul Haute-Garonne din sudul Franței. În 2009 avea o populație de 618 de locuitori.

## Evoluția populației
| An        | 1975 | 1982 | 1990 | 1999 | 2006 | 2009 |
| --------- | ---- | ---- | ---- | ---- | ---- | ---- |
| Populație | 262  | 316  | 425  | 520  | 590  | 618  |

## Monumente

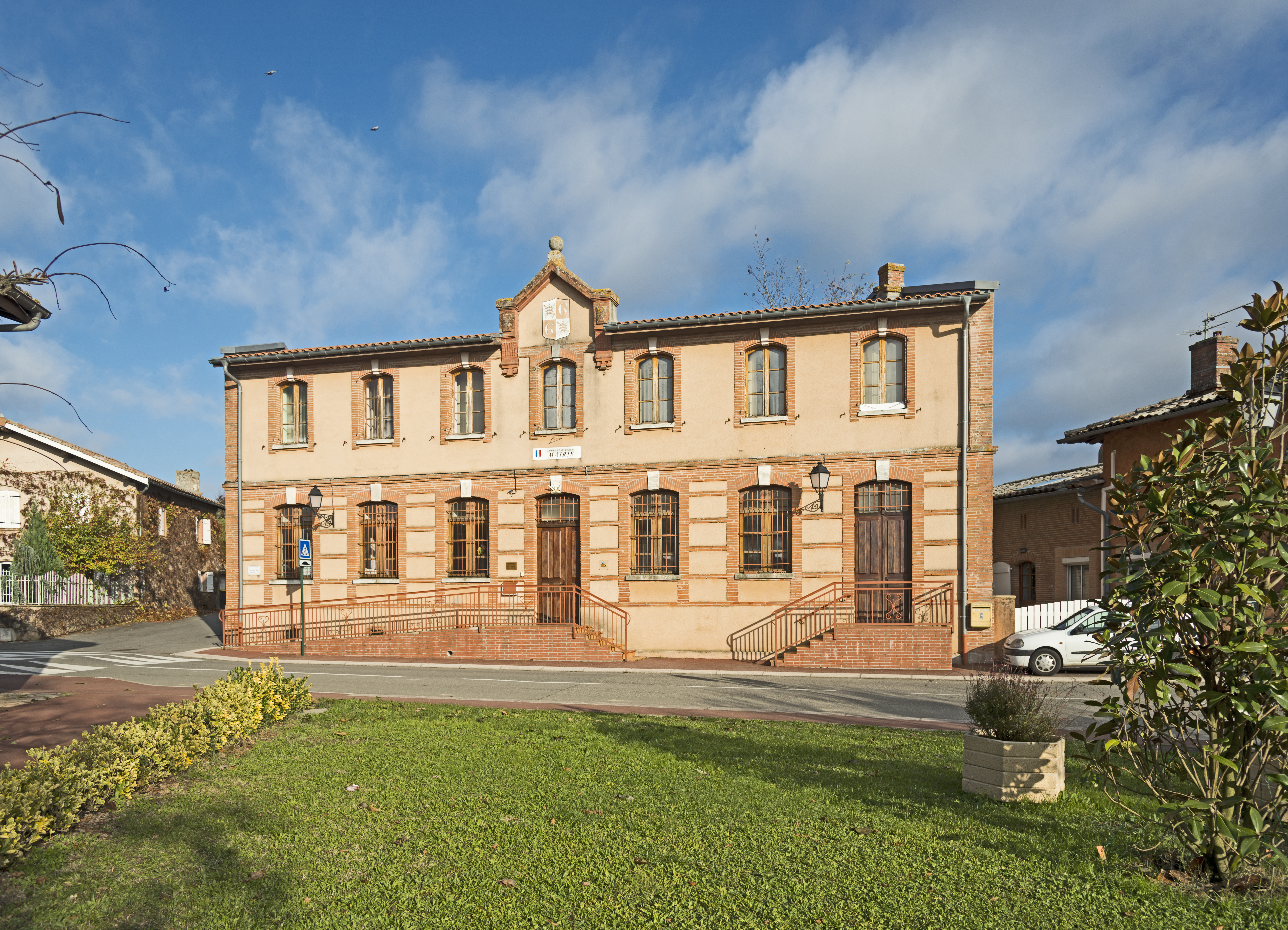
Primărie.
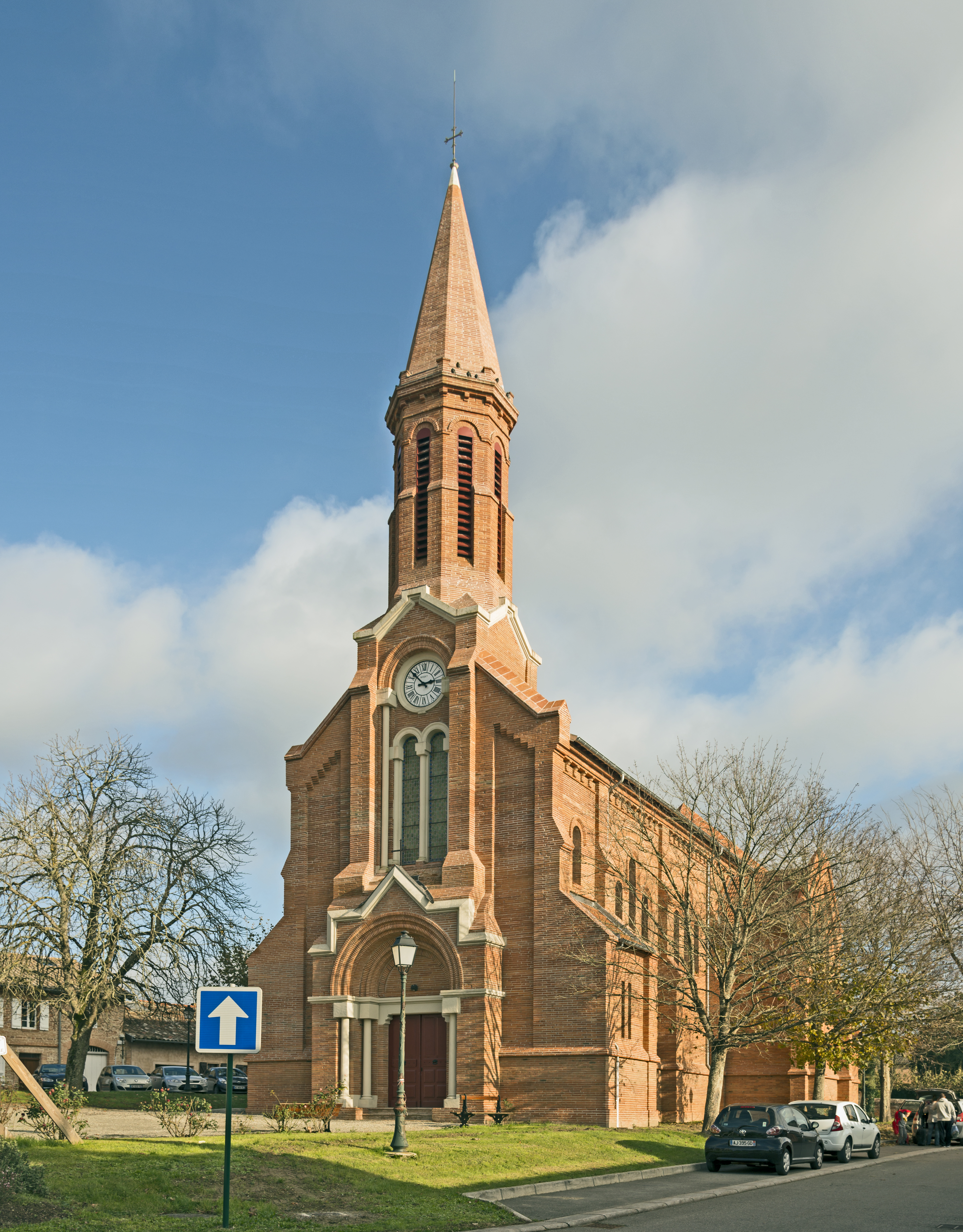
Biserica.